# Sách Châm Ngôn
Sách Châm Ngôn (đôi khi còn được gọi là Cách ngôn của Vua Solomon) là một quyển sách thuộc Kinh thánh Do Thái hoặc Cựu Ước.

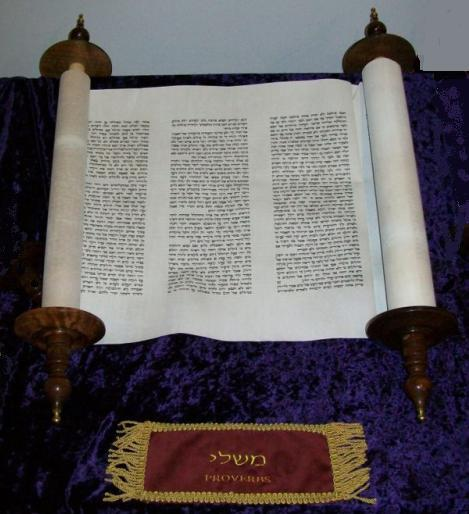

Sách được viết vào thời vua Solomon, nhưng phần lớn được viết vào khoảng thế kỷ thứ 5 trước Công Nguyên. Dù rằng, tên vua Solomon xuất hiện ngay từ đầu nội dung sách: "Đây là những châm ngôn của Solomon, ông là con vua David và là vua Israel", nhưng tác giả của sách này là ai thì từ trước đến nay vẫn là một vấn đề gây nhiều tranh cãi.
Sách Châm Ngôn là bộ sưu tập những câu châm ngôn răn dạy lẽ khôn ngoan - nghĩa là cách ăn ở làm sao để phù hợp với ý của Thiên Chúa trong mọi hoàn cảnh ở đời. Bên cạnh đó, nó còn đề cập đến luân lý sống hòa thuận trong gia đình và ngoài xã hội. Những đức tính mà Châm Ngôn đề cập không trực tiếp có tính cách tôn giáo nhưng là những điều căn bản nhất trong lương tâm, phẩm giá của một con người như: chăm chỉ làm việc, lịch sự, mực thước, ngay thẳng... Chính vì thế, Châm Ngôn không đề cập đến sự thưởng phạt đời sau, mà chỉ đề cập đến sự thưởng phạt ở trần gian này tùy theo việc mà mỗi người làm.
Sách Châm Ngôn chứa đựng lẽ thật của Thiên Chúa. và khi chúng ta biết lẽ thật lẽ thật sẽ làm chúng ta được tự do. sách không nhằm mục đích được đưa ra để tranh luận tính tôn giáo nhưng là để dạy cho linh hồn chúng ta con đường sự sống, cộng với bày tỏ ra con đường ban phước của Chúa. ai được bước vào sự ban phước và an nghỉ của Chúa người đó sẽ nói với linh hồn mình và mọi người rằng "nếu tôi không thấy ơn của Đức Chúa Trời trên đất kẻ sống hẳn tôi đã ngã lòng rồi".

## Liên Kết
- Sách Châm ngôn (Nhóm Phiên dịch CGKPV) - Ủy ban Kinh Thánh, Hội đồng Giám mục Việt Nam
- Sách Châm Ngôn - Thư Viện Tin Lành.